# Cryptocephalus bameuli
Cryptocephalus bameuli là một loài bọ cánh cứng trong họ Chrysomelidae. Loài này được Duhaldeborde miêu tả khoa học năm 1999.